# Tussenvonnis
Een tussenvonnis, tussenuitspraak of interlocutoir vonnis is een vonnis in een gerechtelijke procedure, waarin de rechter nog niet over alle geschilpunten definitief beslist. In afwachting van de einduitspraak kan de rechter of het rechtscollege een voorlopige voorziening treffen om een maatregel met spoedeisend karakter uit te laten voeren, om een onomkeerbare situatie te voorkomen voordat er over de zaak is beslist.
Vaak wordt een tussenvonnis gebruikt om te beslissen over het verdere verloop van de procedure zoals een mondelinge behandeling, d.i. een zogenaamde comparitie (verschijning) van partijen, een bewijsopdracht aan een van de procespartijen of een benoeming van een deskundige. Ook kan de rechter in een tussenvonnis een oordeel vellen over een deel van de twistpunten.  

## Nederland
In Nederland staat sinds de invoering van het huidige burgerlijk procesrecht op 1 januari 2002 geen hoger beroep open tegen een tussenvonnis. Wel kan altijd tegen elk in dezelfde procedure gewezen tussenvonnis tegelijk met het eindvonnis hoger beroep worden ingesteld. De rechter kan in het tussenvonnis wel hoger beroep open stellen. Als dan hoger beroep wordt ingesteld, wordt de hoofdzaak opgeschort totdat het gerechtshof heeft beslist op het hoger beroep.
Voor een tussenbeslissing van een gerechtshof, dan tussenarrest geheten, geldt hetzelfde, zij het dat in dat geval geen hoger beroep maar cassatie bij de Hoge Raad wordt ingesteld. 

## België
In België kan in de regel een hoger beroep ingesteld worden tegen een tussenvonnis. Vaak echter wordt hoger beroep uitgesloten doordat de rechter die het tussenvonnis maakt, dit tussenvonnis uitvoerbaar bij voorraad verklaart. Dit wil zeggen dat het onmiddellijk van kracht is. Er is dan geen schorsende werking, door de termijn om hoger beroep aan te tekenen, van de tenuitvoerlegging van het vonnis.